# Мејпл Фолс (Вашингтон)
Мејпл Фолс (енгл. Maple Falls) насељено је место без административног статуса у америчкој савезној држави Вашингтон.

## Демографија
По попису из 2010. године број становника је 324, што је 47 (17,0%) становника више него 2000. године.
| Група             | 2000.       | 2010.       |
| Белци             | 250 (90,3%) | 301 (92,9%) |
| Афроамериканци    | 0 (0,0%)    | 1 (0,3%)    |
| Азијати           | 0 (0,0%)    | 0 (0,0%)    |
| Хиспаноамериканци | 1 (0,4%)    | 14 (4,3%)   |
| Укупно            | 277         | 324         |